# آلفرد میسنر

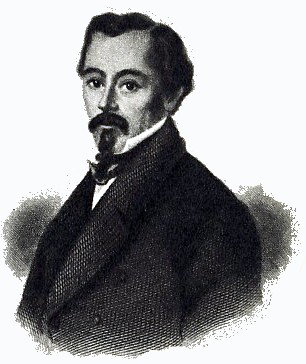
آلفرد میسنر

آلفرد میسنر، (به انگلیسی: Alfred Meissner)، یک شاعر اتریشی (زاده ۱۵ اکتبر ۱۸۲۲- درگذشته ۲۹ می ۱۸۸۵) بود. آلفرد نوهٔ نویسنده بزرگ اتریشی آگوست گوتیب میسنر (۱۷۵۳-۱۸۰۷) بود و ابتدا در رشته پزشکی تحصیل نمود.

وی در شهر تپلیس از شهرهای کنونی جمهوری چک زاده شده و در پراگ درگذشت.